# Голышев, Николай Иванович
Николай Иванович Голышев (род. 24 марта 1961, Горький) — советский и российский хоккеист, защитник. Мастер спорта СССР. Функционер.

## Биография
Воспитанник Воспитанник СДЮШОР «Торпедо» Горький. В сезонах 1979/80 — 1980/81 играл за московский СКА МВО. В составе молодёжной команды ЦСКА выиграл первенство и Кубок Москвы, молодёжный чемпионат СССР. В феврале 1980 сыграл два матча в розыгрыше Кубка европейских чемпионов против «Олимпии» Любляна, забил один гол. 13 сезонов отыграл в «Торпедо», провёл более пятисот матчей. В сезонах 1994/95 — 1995/96 играл в датском клубе «Рёдовре».
Серебряный призёр хоккейного турнира зимней Универсиады 1987.
Окончил Горьковский государственный педагогический институт имени М. Горького.
С 1996 года — работник в «Торпедо» (администратор, начальник команды, менеджер, спортивный директор). Позже — исполнительный директор клуба «Чайка» Нижний Новгород. Директор Дворца спорта «Заречье».